# 南摩ダム
南摩ダム（なんまダム）は、栃木県鹿沼市上南摩町地先、利根川水系渡良瀬川左支思川の左支川、南摩川に建設中のダムで、思川開発の中核を為している。

## 思川開発事業
本事業は、1964年（昭和39年）に構想が発表された。ダムは1969年（昭和44年）に計画されたが、翌1970年（昭和45年）水資源開発促進法に基づく「利根川・荒川水資源開発基本計画」の改定が為され、この中で思川の河川総合開発事業としていわゆる思川開発が計画に加えられた。
これは思川流域の洪水調節と首都圏及び栃木県南部の水需要確保を目的に思川の支川である南摩川・行川にダムを建設、大芦川・黒川・大谷川に頭首工を建設して南摩川・大芦川・黒川・大谷川を導水路で繋ぎ水を融通し、効率的な水運用を図ろうとした。その中核が南摩ダムである。
南摩ダムはダムが直接建設される南摩川や思川の洪水調節と流域慣行水利権分の用水補給を図る不特定利水、埼玉県、千葉県、茨城県および栃木県南部地域への上水道の供給を目的とした多目的ダムで、地下水による水源依存をダムに転換する事により間接的に栃木県南部の地盤沈下防止も図ろうとしているが、現在、地盤沈下は数 cm程度でおさまってきている。型式はコンクリート表面遮水壁型ロックフィルダム（CFRD）で、近代的工法（薄層転圧工法）を用いた本格的なダムとしては日本国内初の採用となる。高さは86.5 m。

## ダム事業の長期化
当初は堤高115.0 m、総貯水容量が142,300,000 tの規模で計画されており、利根川水系のダムでは矢木沢ダム（利根川）・下久保ダム（神流川）に次ぐ水系第三位の規模を有する巨大ダム計画であった。このため水没する地域の住民は長期に亘るダム建設反対運動を繰り広げ、計画は全く膠着状態となった。この状況が動き出したのは1998年（平成10年）に水源地域対策特別措置法の「第9条等指定ダム」に指定された辺りからである。水没地域の活性化を行う為のインフラ整備や、代替住宅地建設を柱とした現物補償を軸に双方粘り強い交渉を行った。その結果2001年（平成13年）に補償交渉が妥結し、全80世帯の住民は2008年（平成20年）までに地元の代替地や宇都宮市などへ移転していった。
一方この頃になると公共事業見直しの機運が高くなり、思川開発も計画の縮小を迫られた。2000年（平成12年）には大谷川分水計画が中止となり、2002年（平成14年）には行川に建設予定だった行川ダム（ロックフィルダム。高さ52.5 m）が建設中止となった。更に、思川開発とは密接な関連性がある補助多目的ダムで栃木県が大芦川に建設を予定していた東大芦川ダム（重力式コンクリートダム。高さ82.0 m）も2003年（平成15年）に、福田昭夫栃木県知事の決断により建設中止となった。
こうした事から南摩ダムも度々建設継続の可否を巡る議論が為されたが、反対派からは「わずか毎秒0.3トンしか流れない南摩川にダムを建設する必然性が無い」、「水余りで多くのダムが建設中止となり、南摩ダムも建設の正当性が無い」、「大谷川分水計画が中止となり南摩ダムの利水機能が消滅した」として南摩ダムの建設中止を強く主張する状況であった。一方、東大芦川ダム中止によって水源確保の必要性に迫られた鹿沼市が南摩ダム事業に参加し、こうした狭間でダム計画は揺らいだ。
利根川水系における最後の水資源機構事業として、同機構は2010年（平成22年）の完成を目指していたが、国土交通省によるダム事業再検証などにより延期され、長らく代替地造成や付け替え道路（栃木県道177号上久我栃木線および林道）の整備が進められてきた。
2020年（令和2年）6月30日に本体建設工事の入札公告が行われ、同年10月28日には本体の年内着工を表明。2024年（令和6年）度の全体完成を目指している。
本体工事の様子

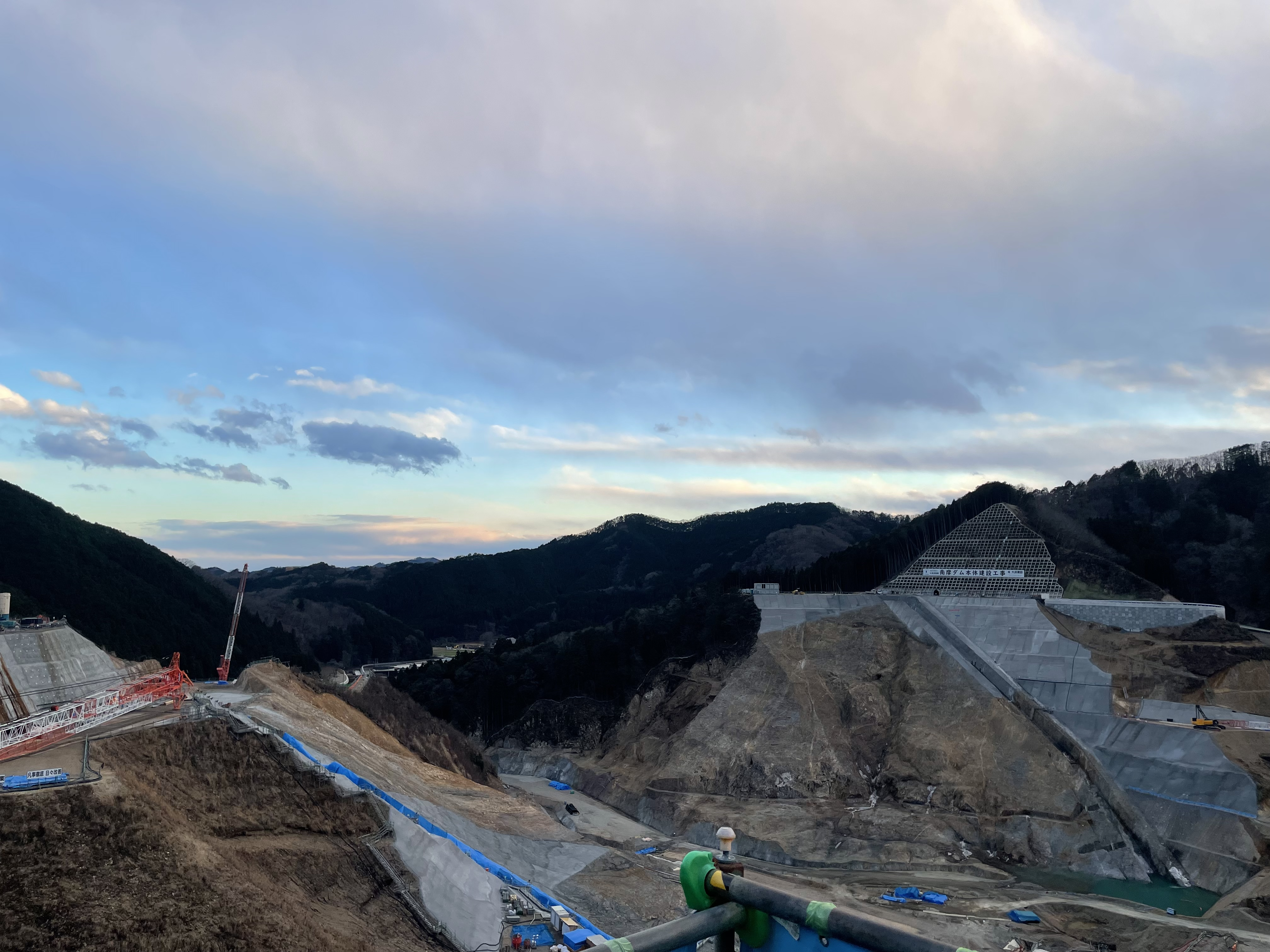
2021年12月
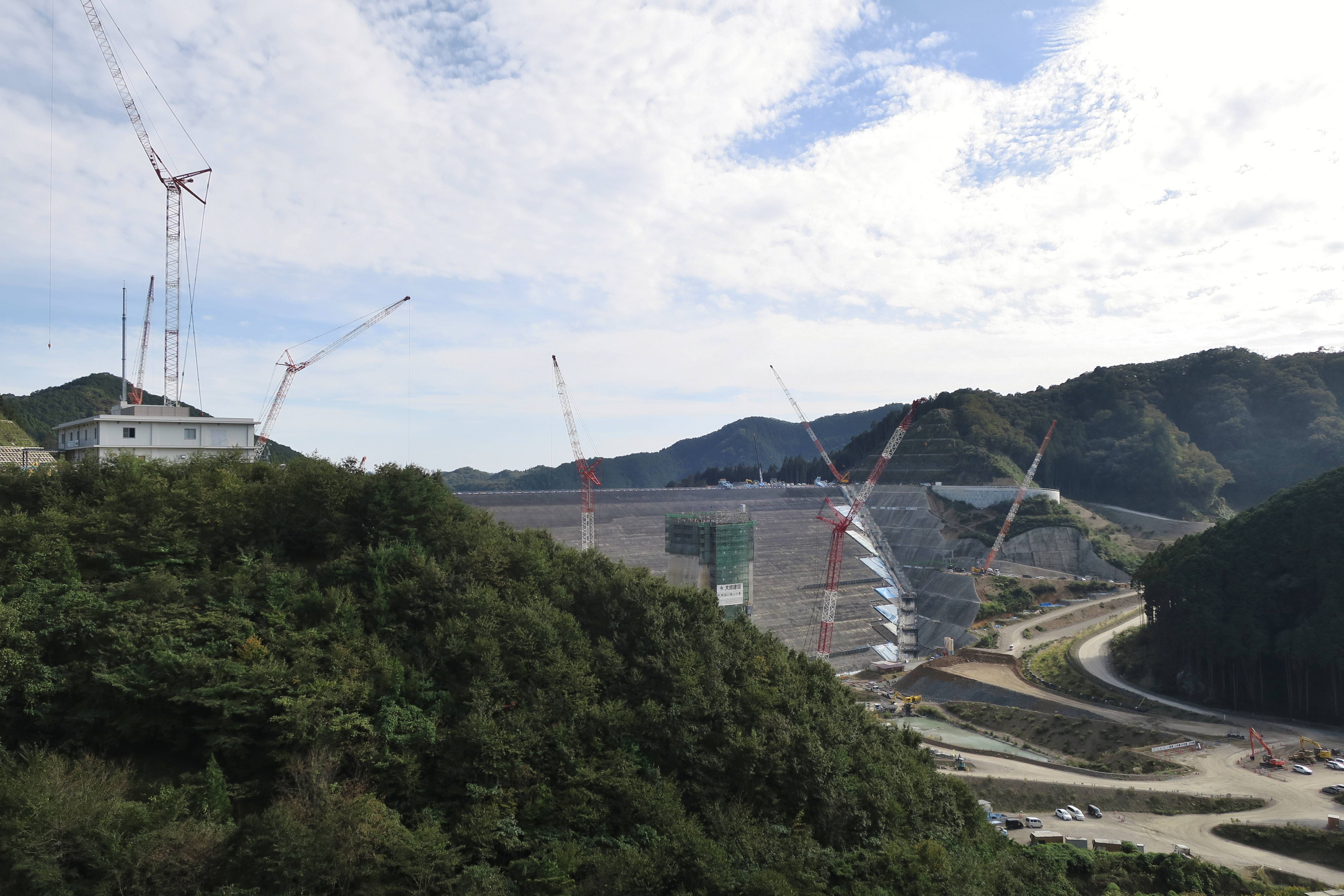
2023年10月